# Лисичка и Чайка
Лисичка и Чайка са кучета космонавти.

## История
На 28 юли 1960 г. в СССР от космодрума Байконур е изстреляна ракета носител тип „Восток 1К No 1“ част от космически кораб „Спутник-5-1“, в който са кучетата Лисичка и Чайка. След 19 секунди блок „Г“ от първата степен на ракетата носител аварира, в резултат на което пада на земята и експлодира на 38-ата секунда. Кучетата загиват.
След този инцидент конструкторите разработват аварийна спасителна система за астронавти не само в полет, но и на етапите на подготовка за него и самото изстрелване. Смъртта на Лисичка и Чайка стимулира развитието на такава система и това е тяхната заслуга пред човечеството. Четирима съветски космонавти – Василий Лазарев, Олег Макаров, Владимир Титов и Генадий Стрекалов – дължат живота си на тези кучета. Първите два (на Союз-18-1) впоследствие са спасени от системата на височина 192 километров след повреда на третата степен на ракетата, а другите двама (на Союз Т-10-1) – в самото начало, когато ракетата експлодира.
|  | Тази страница частично или изцяло представлява превод на страницата „Лисичка и Чайка“ в Уикипедия на руски. Оригиналният текст, както и този превод, са защитени от Лиценза „Криейтив Комънс – Признание – Споделяне на споделеното“, а за съдържание, създадено преди юни 2009 година – от Лиценза за свободна документация на ГНУ. Прегледайте историята на редакциите на оригиналната страница, както и на преводната страница, за да видите списъка на съавторите. ВАЖНО: Този шаблон се отнася единствено до авторските права върху съдържанието на статията. Добавянето му не отменя изискването да се посочват конкретни източници на твърденията, които да бъдат благонадеждни. |